# 防空管制群
防空管制群（ぼうくうかんせいぐん）は、航空自衛隊の群の一つ。

## 組織
北部航空警戒管制団、中部航空警戒管制団、西部航空警戒管制団、南西航空警戒管制団の各航空警戒管制団の傘下に、それぞれ北部防空管制群、中部防空管制群、西部防空管制群、南西防空管制群が編成されている。各防空管制群は各管制団司令部と同所（三沢基地、入間基地、春日基地、那覇基地）に駐屯し、隷下部隊として防空管制隊と警戒通信隊を持つ。防空管制指揮所は所在する基地の地下にある。群司令は1等空佐。

## 任務
防空管制隊は、地区防空指令所（DC）の管理と運用を主たる任務とする。つまり、航空方面隊作戦指揮所の直接指揮の下、担当防衛区域内のレーダーサイトからの防空情報を集積し、平時においてはスクランブルの発令、要撃戦闘機の誘導と領空侵犯事案に対する対処・指揮を実施する。有事においては地区防空の指令所として、戦闘機部隊・高射部隊の目標振り分け・誘導・指揮を実施し、敵性航空機・ミサイルの遠方での撃破、防空識別圏内における航空優勢の維持を図る。要撃管制、警戒管制の職種を担当する航空自衛官から主に構成される。警戒通信隊は主に機器の維持整備を担当する。